# Franciszek Potkański
Franciszek Potkański (Podkański) (ur. 1708 koło Przemyśla, zm. 11 lipca 1789 w Krakowie) – biskup pomocniczy krakowski, jezuita.
Kształcił się w Krakowie, Kaliszu i Poznaniu, gdzie przyjął święcenia w roku 1734. Przebywał następnie w klasztorach w Łęczycy, Jarosławiu i Łucku. Po zwolnieniu ze ślubów zakonnych był kanonikiem łuckim, chełmińskim, sandomierskim (1749) i krakowskim (1752), proboszczem w Zwoleniu, Kobiernikach, Bałtowie.
23 lipca 1753 prekanonizowany biskupem tytularnym Patara w Lycia i sufraganem krakowskim, sakrę biskupią przyjął we wrześniu 1753 roku. Oficjał i wikariusz kapitulny (1758–1759), zarządzał diecezją w czasie deportacji biskupa Kajetana Ignacego Sołtyka. Zwolennik stronnictwa Sasów i konfederacji barskiej. Z jego inicjatywy wybudowano bibliotekę i archiwum kapituły w Krakowie. 7 lutego 1786 zrezygnował z funkcji sufragana. Pochowany w katedrze krakowskiej.